# Polyommatus caerulea
Polyommatus caerulea är en fjärilsart som beskrevs av Courvoisier 1910. Polyommatus caerulea ingår i släktet Polyommatus och familjen juvelvingar. Inga underarter finns listade i Catalogue of Life.